# 西安门北巷
西安门北巷是中国北京市西城区的一条胡同。

## 简介
西安门北巷位于西安门大街北侧，是一条死巷。这里原为鸡鸭市场，称“鸡鸭市”。后来市场废弃，谐音“集雅士”。1965年因位于西安门大街之北，改称“西安门北巷”。